# Carillon

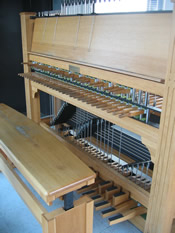
Klawiatura carillonu koncertowego

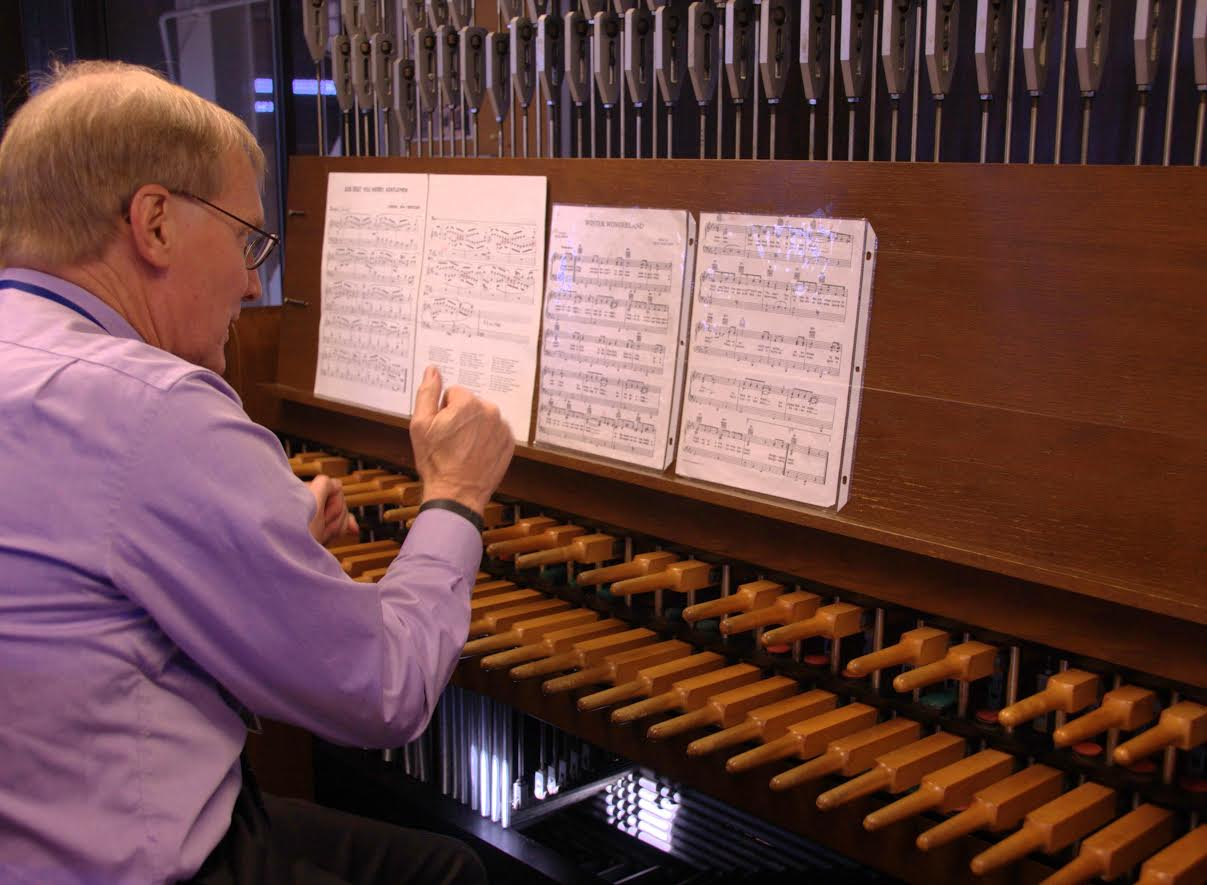
Jeff Daehn grający na carillonie koncertowym w Mayo Clinic

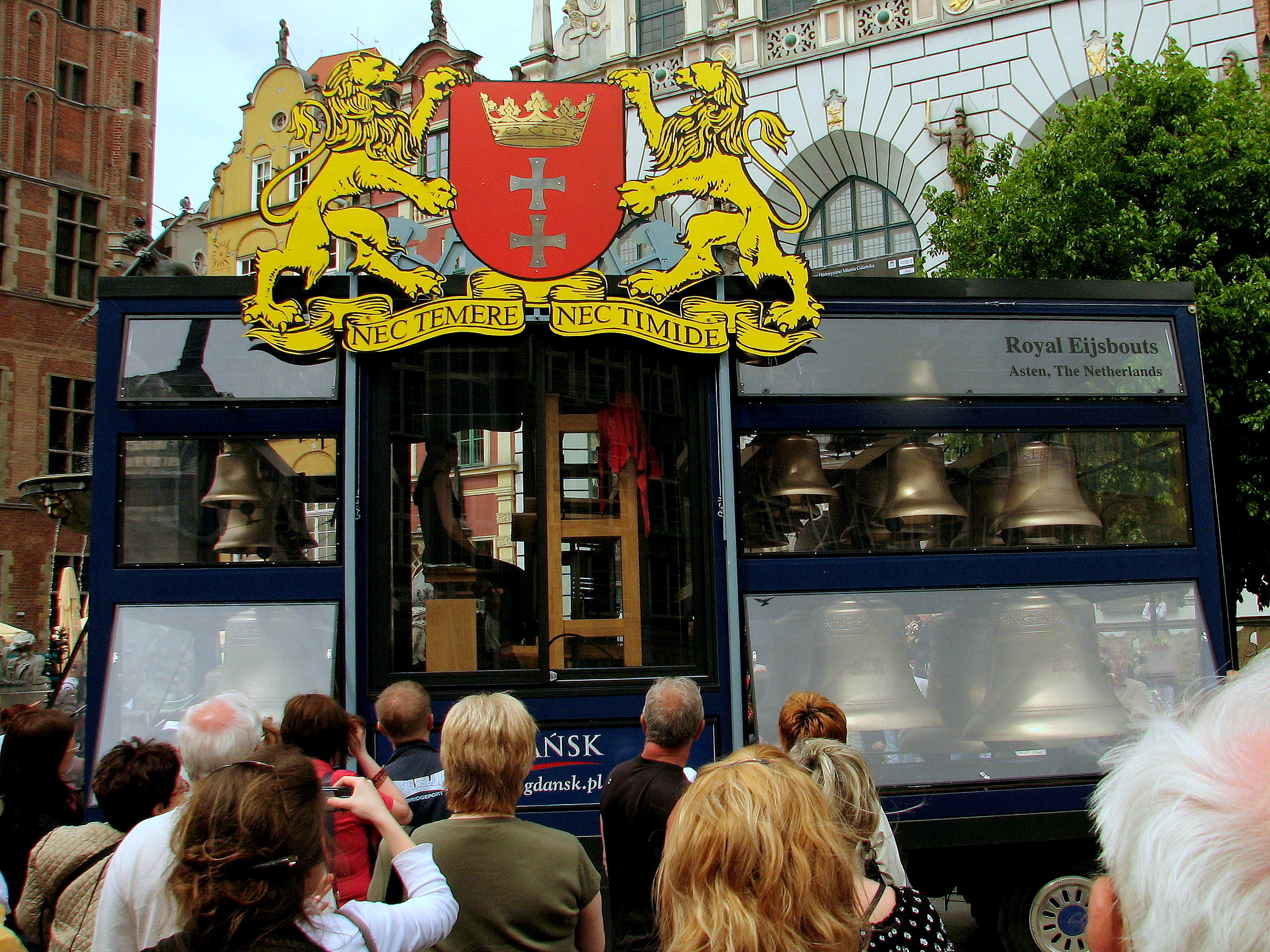
Mobile carillon w Gdańsku

Carillon, karylion (z fr. carillon, ze starofr. careignon albo quarrillon, z łac. quaterniō – „czwórka (obiektów)”) – instrument muzyczny z grupy idiofonów uderzanych, będący zespołem zawieszonych nieruchomo dzwonów (wieżowych), na których można wybijać melodie młotkami za pomocą specjalnej klawiatury. 
Carillon według definicji Światowej Federacji Carillonowej (World Carillon Federation) musi mieć co najmniej 23 dzwony – jest to liczba dźwięków muzycznych w zakresie dwóch oktaw w skali chromatycznej. Instrumenty mniejsze lub grające tylko w trybie automatycznym powinny być nazywane „kurantami”. 
Standardowej wielkości carillon ma zakres czterech oktaw.
Carillon powstał w XVI wieku we Flandrii (pierwsza pisemna wzmianka – dotycząca carillonu w Oudenaarde – pochodzi z 1510 roku), gdzie tamtejsi ludwisarze osiągnęli mistrzostwo w swoim rzemiośle i uczynili z niego sztukę. 
Największe skupiska historycznych carillonów można spotkać w Holandii (łącznie 189 instrumentów), Belgii (99), Francji (63) i Niemczech (48). Pozostają one nadal w użyciu podnosząc rangę i atrakcyjność posiadających je miast.

## Carillony w Polsce

### Carillony koncertowe w Polsce
W Polsce istnieją trzy carillony koncertowe. Wszystkie znajdują się w Gdańsku. Od roku 1999 na przełomie lipca i sierpnia organizowany jest coroczny Gdański Festiwal Carillonowy, podczas którego występują najwięksi światowi wirtuozi tego instrumentu.
- Carillon w Ratuszu Głównomiejskim w Gdańsku – pierwszy instrument na tej wieży był 14-dzwonowym kurantem, zainstalowanym w 1561 r. i działającym tylko w trybie automatycznym. Pierwszy koncert odegrano 23 września 1561 r. z okazji zamontowania na iglicy pozłacanej figury króla Zygmunta II Augusta[2]. Instrument został zniszczony podczas bombardowań w 1945 r. (trzy ocalałe dzwony wiszą przy wejściu do wieży Ratusza). W roku 2000 na wieży Ratusza zainstalowano nowy 37-dzwonowy carillon, wykonany przez holenderską wytwórnię dzwonów i carillonów Royal Eijsbouts w Asten. Instrument jest w stroju średniotonowym, nawiązując do brzmienia historycznych dzwonów. Koncerty na nim odbywają się w każdą sobotę o godzinie 12.05. Carillon ten działa również co godzinę w trybie automatycznym w godzinach 8–20.
- Carillon w kościele św. Katarzyny w Gdańsku – pierwszy carillon, liczący 35 dzwonów, zamontowano w 1738 roku i przetrwał do pożaru w 1905 r. Kolejny carillon działał w latach 1910–1942. Obecny instrument z 50 dzwonami i łącznej wadze około 16 ton zainstalowano w latach 1989/1998. Koncerty na tym instrumencie odbywają się w każdy piątek. Po pożarze wieży nie wznowiono jeszcze trybu gry automatycznej.
- Carillon mobilny w Gdańsku – zainstalowany na przyczepie samochodowej, składa się z 48 dzwonów o wadze od 9 do 845 kg. Gra okazjonalnie.
- Carillon (nazwa błędna – ze względu na brak funkcjonującej klawiatury jest to kurant) w Częstochowie na Jasnej Górze – składa się z 36 dzwonów zainstalowanych na wieży klasztornej. Zbudowany został w Mechelen na początku XX wieku. Oddany do użytku w 1906 roku, co kwadrans wygrywa różne melodie religijne, jednak tylko w trybie automatycznym. Odrestaurowany w 2000 roku, jednak bez klawiatury do gry ręcznej. Cechuje się słabą słyszalnością – okiennice są całkowicie zablokowane szklanymi szybami, aby dźwięk dzwonów w nocy nie budził mieszkających w klasztorze zakonników.
- Carillon w bazylice Matki Boskiej Bolesnej Królowej Polski w Licheniu Starym – instrument składa się z 25 dzwonów o wadze 1050 kg zawieszonych w kolumnadzie frontonu świątyni. Zbudowany w 2004 roku. Wygrywa melodie religijne o godz. 11.35, 15.00 i 15.35[3].

### Kuranty w Polsce
- Kurant w Kartuzach – zbudowany przez firmę Royal Eijsbouts z Niderlandów.
- Kurant na wieży bazyliki św. Antoniego w Rybniku – składa się z 15 dzwonów, wygrywa melodię Antoni, patronie ty nasz kilka razy dziennie.
- Kurant na wieży ratusza w Lesznie – składa się z 12 dzwonów wygrywających kilkanaście razy dziennie różne melodie. Jest on prezentem holenderskiego Stowarzyszenia Kręgu Przyjaciół Deurne-Leszno, ufundowanym w 2002 roku.
- Parafia Chrystusa Sługi w Ełku. Instrument wygrywa kilka razy dziennie melodie religijne, m.in. 0 12.00, 15.00 i 21.00
- Kurant na wieży ratusza w Poznaniu – zbudowany w 2003 roku. Wygrywa melodię hejnału miasta między godz. 7.00 a 21.00.
- Kurant na Politechnice Częstochowskiej – zbudowany w 2002 roku. Jest częścią wolno stojącego mechanizmu zegarowego ustawionego przed budynkiem Wydziału Inżynierii Procesowej, Materiałowej i Fizyki Stosowanej. Składa się z 10 dzwonów. Wygrywa melodie: Gaude Mater Polonia i Gaudeamus Igitur.
- Kurant umieszczony wewnątrz wolno stojącej dzwonnicy kościoła św. Agnieszki i św. Jakuba w Nysie – zbudowany w 2002 roku jako część mechanizmu zegarowego.
- Kurant w kościele Wszystkich Świętych w Poznaniu – składa się z 8 dzwonów. Zbudowany w 2004 roku. Wygrywa melodie religijne.
- Kurant w kościele franciszkanów w Sanoku – składa się z 8 dzwonów o wadze 250 kg zawieszonych na wieży. Zbudowany został w 2005[4]. Wygrywa różne melodie religijne co trzy godziny między 6:00 a 21:00.
- Kurant w kolegiacie św. Anny w Krakowie – zbudowany w 2006 roku. Wygrywa różne melodie religijne.
- Kurant w kościele Miłosierdzia Bożego i św. Faustyny w Toruniu – składa się z 15 dzwonów.
- Kurant w kościele św. Tomasza w Sosnowcu – 14 dzwonów, sterowane automatycznie, wygrywają melodie religijne.
- Kurant w sanktuarium Bożego Miłosierdzia w Krakowie-Łagiewnikach składa się z 9 dzwonów.
- Kurant w kościele Arka Pana w Krakowie-Bieńczycach.